# Saison 2019-2020 du Montpellier Hérault Sport Club (féminines)
Maillots
Dernière mise à jour : 4 mai 2021.
Chronologie
Saison précédente Saison suivante
La saison 2019-2020 de la section féminine du Montpellier Hérault Sport Club est la vingt-troisième saison consécutive du club héraultais en première division du championnat de France et la vingt-septième saison du club à ce niveau depuis 1985. À cause de la pandémie de Covid-19 qui sévit sur le territoire français, le Premier ministre Édouard Philippe annonce le 28 avril 2020 que la saison est terminée pour tous les championnats professionnels, y compris la D1 dont le classement final sera ainsi arrêté après la 16ème journée.
Frédéric Mendy est à la tête du staff montpelliérain lors de cette nouvelle saison qui fait suite à plusieurs saisons aux avant-postes pour le club, sans pour autant parvenir à décrocher un titre national. Les objectifs pour cette saison sont donc identiques à ceux des saisons précédentes, les dirigeants espérant venir concurrencer l'Olympique lyonnais pour le titre et retrouver la coupe d'Europe qui leur a échappé la saison dernière.
Le Montpellier HSC évolue également au cours de la saison en Coupe de France.

## Avant saison

### Préparation d'avant-saison
Les féminines du Montpellier HSC reprennent l'entrainement le 16 juillet 2019.

## Compétitions

### Coupe de France
La coupe de France 2019-2020 est la 19e édition de la coupe de France, une compétition à élimination directe mettant aux prises les clubs de football à travers la France métropolitaine et les DOM-TOM. Elle est organisée par la FFF et ses ligues régionales.

### Matchs officiels de la saison
Le tableau ci-dessous retrace les rencontres officielles jouées par le Montpellier HSC durant la saison. Les buteurs sont accompagnés d'une indication sur la minute de jeu où est marqué le but et, pour certaines réalisations, sur sa nature (penalty ou contre son camp).
| Compétition     | Débute au tour | Place ou tour final | Matches joués | Gagnés | Nuls | Perdus | Buts pour | Buts contre | Différence |
| Division 1      | -              | 4e                  | 16            | 9      | 3    | 4      | 39        | 18          | +21        |
| Coupe de France | 1/16 de finale | 1/4 de finale       | 3             | 2      | 0    | 1      | 16        | 5           | +11        |
| Total           | -              | -                   | 19            | 11     | 3    | 5      | 55        | 23          | +32        |

## Joueuses et encadrement technique

### Transferts
| Nom                 | Nationalité | Transfert      | Provenance/Destination   | Division                                              |
| Été 2019            |             |                |                          |                                                       |
| Arrivées            |             |                |                          |                                                       |
| Lena Petermann      | Allemagne   | Transfert      | Turbine Potsdam          | Allianz Frauen-Bundesliga                             |
| Elisa De Almeida    | France      | Transfert      | Paris FC                 | Division 1                                            |
| Lisa Schmitz        | Allemagne   | Transfert      | Turbine Potsdam          | Allianz Frauen-Bundesliga                             |
| Iva Landeka         | Croatie     | Transfert      | FC Rosengård             | Toppserien                                            |
| Cindy Perrault      | France      | Transfert      | Grenoble F38             | Division 2                                            |
| Retour de prêts     |             |                |                          |                                                       |
| Morgane Nicoli      | France      | Retour de prêt | Lille OSC                | Division 1                                            |
| Départs             |             |                |                          |                                                       |
| Virginia Torrecilla | Espagne     | Transfert      | Atlético de Madrid       | Liga Iberdola                                         |
| Casey Murphy        | États-Unis  | Transfert      | Reign FC                 | National Women's Soccer League                        |
| Janice Cayman       | Belgique    | Transfert      | Olympique Lyonnais       | Division 1                                            |
| Méline Gérard       | France      | Transfert      | Real Betis               | Liga Iberdrola                                        |
| Sofia Jakobsson     | Suède       | Transfert      | Real Madrid              | Liga Iberdrola                                        |
| Linda Sembrant      | Suède       | Transfert      | Juventus                 | Serie A                                               |
| Lindsey Thomas      | France      | Transfert      | AS Rome                  | Serie A                                               |
| Hiver 2020          |             |                |                          |                                                       |
| Arrivées            |             |                |                          |                                                       |
| Marija Banušić      | Suède       | Transfert      | Beijing BG Phoenix FC    | Chinese Women's Super League                          |
| Easther Mayi Kith   | Canada      | Transfert      | West Virginia University | Division I - National Collegiate Athletic Association |
| Départs             |             |                |                          |                                                       |

L'équipe est entraînée par Frédéric Mendy, un entraîneur de 45 ans, qui prend son poste à l'été 2019 et ancien joueur du club dans les années 2000.

### Statistiques individuelles
| Joueuse               | Total |
| Lena Petermann        | 7     |
| Sandie Toletti        | 5     |
| Marion Torrent        | 4     |
| Sakina Karchaoui      | 3     |
| Valérie Gauvin        | 2     |
| Iva Landeka           | 2     |
| Marie-Charlotte Léger | 2     |
| Nérilia Mondésir      | 2     |
| Clarisse Le Bihan     | 1     |
| Sarah Puntigam        | 1     |

| Joueuse               | Total |
| Valérie Gauvin        | 14    |
| Lena Petermann        | 10    |
| Clarisse Le Bihan     | 7     |
| Marie-Charlotte Léger | 5     |
| Sarah Puntigam        | 5     |
| Sakina Karchaoui      | 4     |
| Anouk Dekker          | 3     |
| Sandie Toletti        | 2     |
| Iva Landeka           | 1     |
| Marija Banušić        | 1     |
| Nérilia Mondésir      | 1     |

| Nat.                   | Nom                   | Division 1 | Division 1 | Division 1 | Division 1  | Division 1 | Division 1   | Coupe de France | Coupe de France | Coupe de France | Coupe de France | Coupe de France | Coupe de France | Total | Total | Total | Total       | Total  | Total        |
| Nat.                   | Nom                   | M.j.       | Tit.       | Tps.       | But inscrit | Averti     | Carton rouge | M.j.            | Tit.            | Tps.            | But inscrit     | Averti          | Carton rouge    | M.j.  | Tit.  | Tps.  | But inscrit | Averti | Carton rouge |
|                        | Lisa Schmitz          | 8          | 8          | 720        | 0           | 0          | 0            | 0               | 0               | 0               | 0               | 0               | 0               | 8     | 8     | 720   | 0           | 0      | 0            |
|                        | Cindy Perrault        | 8          | 8          | 720        | 0           | 0          | 0            | 3               | 3               | 270             | 0               | 0               | 0               | 11    | 11    | 990   | 0           | 0      | 0            |
|                        | Easther Mayi Kith     | 1          | 0          | 13         | 0           | 0          | 0            | 0               | 0               | 0               | 0               | 0               | 0               | 1     | 0     | 13    | 0           | 0      | 0            |
|                        | Marion Torrent        | 13         | 13         | 1156       | 0           | 2          | 0            | 2               | 2               | 180             | 0               | 1               | 0               | 15    | 15    | 1336  | 0           | 3      | 0            |
|                        | Elisa De Almeida      | 10         | 10         | 840        | 0           | 3          | 0            | 0               | 0               | 0               | 0               | 0               | 0               | 10    | 10    | 840   | 0           | 3      | 0            |
|                        | Sakina Karchaoui      | 16         | 16         | 1364       | 3           | 2          | 0            | 3               | 3               | 222             | 1               | 0               | 0               | 19    | 19    | 1586  | 4           | 2      | 0            |
|                        | Marion Romanelli      | 4          | 4          | 332        | 0           | 0          | 0            | 2               | 2               | 180             | 0               | 0               | 0               | 6     | 6     | 512   | 0           | 0      | 0            |
| Drapeau de la France   | Inès Belloumou        | 6          | 4          | 279        | 0           | 2          | 1            | 3               | 3               | 263             | 0               | 1               | 0               | 9     | 7     | 542   | 0           | 3      | 1            |
|                        | Maëlle Lakrar         | 7          | 4          | 267        | 0           | 0          | 0            | 2               | 2               | 180             | 0               | 0               | 0               | 9     | 6     | 447   | 0           | 0      | 0            |
|                        | Morgane Nicoli        | 10         | 8          | 708        | 0           | 2          | 0            | 3               | 3               | 263             | 0               | 1               | 0               | 13    | 11    | 971   | 0           | 3      | 0            |
|                        | Anouk Dekker          | 12         | 10         | 949        | 3           | 1          | 0            | 0               | 0               | 0               | 0               | 0               | 0               | 12    | 10    | 949   | 3           | 1      | 0            |
|                        | Sandie Toletti        | 15         | 15         | 1287       | 1           | 3          | 0            | 3               | 3               | 224             | 1               | 0               | 0               | 18    | 18    | 1511  | 2           | 3      | 0            |
|                        | Iva Landeka           | 15         | 14         | 1207       | 1           | 4          | 0            | 1               | 1               | 90              | 0               | 0               | 0               | 16    | 15    | 1297  | 1           | 4      | 0            |
|                        | Manon Uffren          | 1          | 0          | 8          | 0           | 0          | 0            | 0               | 0               | 0               | 0               | 0               | 0               | 1     | 0     | 8     | 0           | 0      | 0            |
|                        | Sarah Puntigam        | 16         | 11         | 1098       | 4           | 2          | 0            | 3               | 2               | 148             | 1               | 0               | 0               | 19    | 13    | 1246  | 5           | 2      | 0            |
|                        | Marija Banušić        | 3          | 0          | 15         | 0           | 0          | 0            | 2               | 1               | 129             | 1               | 0               | 0               | 5     | 1     | 144   | 1           | 0      | 0            |
|                        | Nérilia Mondésir      | 16         | 13         | 1170       | 0           | 3          | 0            | 2               | 1               | 115             | 1               | 0               | 0               | 18    | 14    | 1285  | 1           | 3      | 0            |
|                        | Valérie Gauvin        | 13         | 9          | 844        | 8           | 0          | 0            | 3               | 3               | 243             | 6               | 0               | 0               | 16    | 12    | 1087  | 14          | 0      | 0            |
|                        | Lena Petermann        | 16         | 14         | 1265       | 9           | 1          | 0            | 2               | 2               | 180             | 1               | 0               | 0               | 18    | 16    | 1445  | 10          | 1      | 0            |
|                        | Marie-Charlotte Léger | 14         | 2          | 395        | 4           | 0          | 0            | 3               | 0               | 55              | 1               | 0               | 0               | 17    | 2     | 450   | 5           | 0      | 0            |
|                        | Clarisse Le Bihan     | 16         | 13         | 1125       | 5           | 1          | 0            | 2               | 2               | 180             | 2               | 0               | 0               | 18    | 15    | 1305  | 7           | 1      | 0            |
| Drapeau de l'Australie | Mary Fowler           | 1          | 0          | 32         | 0           | 0          | 0            | 0               | 0               | 0               | 0               | 0               | 0               | 1     | 0     | 32    | 0           | 0      | 0            |
| Drapeau de la France   | Solène Champagnac     | 0          | 0          | 0          | 0           | 0          | 0            | 1               | 0               | 27              | 0               | 0               | 0               | 1     | 0     | 27    | 0           | 0      | 0            |
| Drapeau de la France   | Laurence Saviana      | 0          | 0          | 0          | 0           | 0          | 0            | 1               | 0               | 21              | 0               | 0               | 0               | 1     | 0     | 21    | 0           | 0      | 0            |

### Joueuses en sélection nationale
Quatre joueuses de l'effectif du Montpellier HSC ont connu les honneurs d'être appelées en équipe de France cette saison : Elisa De Almeida (pour sa première sélection), Valérie Gauvin, Marion Torrent et Sakina Karchaoui.
Trois autres ont déjà été sélectionnées : Clarisse Le Bihan, Sandie Toletti et Marie-Charlotte Léger.
Six autres joueuses sont également internationales, les allemandes Lena Petermann et Lisa Schmitz, Easther Mayi Kith la camerounaise, Iva Landeka avec la Croatie, Anouk Dekker internationale hollandaise, Nérilia Mondésir avec l'équipe d'Haïti et Sarah Puntigam l'internationale autrichienne.

## Affluence et télévision

### Affluence
Affluence du MHSC à domicile

### Retransmission télévisée
La FFF a renouvelé l'appel d'offre des droits TV du championnat de France en imposant aux diffuseurs d'être en mesure de diffuser toutes les rencontres. C'est finalement le groupe Canal + qui a été retenu pour la somme de 6 millions d'euros pour cinq ans.
Le championnat gagne ainsi en visibilité, puisque deux matchs émergeront lors de chaque journée, un match le samedi à 14 heures 30 en multiplex avec les autres rencontres et un second en match le dimanche à 15 heures. À la mi-temps de l'affiche de Ligue 1, diffusée par Canal + à 17 heures le samedi, la chaîne cryptée consacrera aussi un résumé de 12 minutes au foot féminin.